# Вечє Брдо
Вечє Брдо (словен. Večje Brdo) — поселення в общині Добє, Савинський регіон, Словенія. Висота над рівнем моря: 478 м.